# Westfield Downtown Plaza
Westfield Downtown Plaza, anteriormente conocido como Downtown Plaza es un lujoso centro comercial operado por The Westfield Group, localizado en el centro de Sacramento, California, Estados Unidos cerca del edificio del capitolio estatal.

## Historia
Downtown Plaza fue originalmente construido en 1971 por The Hahn Company como una plaza mixta al aire libre y techada cerca de la tienda Macy's construida en 1963.  Weinstocks cambiaron su tienda en 1979 al centro comercial, y en 1981 agregaron una tienda Liberty House.  Liberty House cerró en 1984 y fue reemplazada por I. Magnin, pero solo duraron ocho años antes de que cerrasen en 1992. El centro comercial fue completamente renovado en 1993, agregando un segundo piso y un nuevo food court. La antigua tienda Weinstocks se convirtió en la segunda tienda Macy's en 1996, con una tienda Macy's Men's & Home Store. En 1997, Hard Rock Cafe abrió su primer y único restaurante en Sacramento en el extremo este del centro comercial.
El centro comercial fue vendido a Westfield America, Inc. en 1998 le cambiaron el nombre a "Westfield Shoppingtown Downtown Plaza".  La palabra "Shoppingtown" fue quitada en 2005.

## Tiendas anclas
- Macy's (332,500 sq. ft.)
- Macy's Mens & Home (171,000 pies cuadrados)